# Фросси, Аннибале
Аннибале Фросси (итал. Annibale Frossi; 6 июля 1911 года, Муццана-дель-Турньяно, Италия — 26 февраля 1999 года, Милан) — итальянский футболист, нападающий, после завершения карьеры футболиста тренировал ряд сильных итальянских клубов. Олимпийский чемпион, двукратный чемпион Италии, обладатель Кубка Италии.

## Карьера
В качестве игрока Фросси начал карьеру в «Удинезе», затем играл за ряд клубов второго дивизиона. Вершиной игроцкой карьеры Фросси стали 6 лет проведённые им в «Интернационале», в его составе он два раза побеждал в чемпионатах Италии и один раз в кубке Италии. В сборной Италии Фросси дебютировал 3 августа 1936 года, в матче со сборной США, всего в составе сборной провёл 5 матчей, в которых забил 8 голов. Стал олимпийским чемпионом в составе сборной на Олимпийских играх 1936 года, причём забив 7 мячей в 4 матчах он стал лучшим бомбардиром турнира. Тренерскую карьеру он начал в клубе Серии С «Луино», затем тренировал ряд сильных итальянских клубов, среди которых «Интернационале», «Торино», «Наполи» и «Дженоа». Закончил свою тренерскую карьеру Фросси в 1965 году, в клубе «Триестина».

## Достижения
- Чемпион Италии (2): 1937/38, 1939/40
- Обладатель Кубка Италии (1): 1938/39
- Олимпийский чемпион (1): 1936